# Station Skørping
Station Skørping is een station in Skørping  in de Deense gemeente Rebild. Het ligt aan de lijn Århus - Aalborg. Als een van de weinige stations tussen Århus en Aalborg doorstond het alle sluitingsrondes ongeschonden. Sinds 2003 is Skørping het zuidelijke eindpunt van de nieuwe treindienst rond Aalborg: Aalborg Nærbane.
Het oorspronkelijke stationsgebouw is nog aanwezig. Het station, uit 1889, is een ontwerp van N.P.C. Holsøe. Het werd een paar kilometer ten zuiden van het toenmalige dorp Skørping gebouwd. Rond het station is sindsdien het nieuwe Skørping gegroeid, het oorspronkelijke dorp staat nu bekend als Gammel Skørping.